# Граната образца 1914/30 г.
Ручная граната образца 1914/30 года (индекс ГРАУ — 57-Г-711) — ручная противопехотная осколочная наступательно-оборонительная граната дистанционного действия. Предназначена для поражения живой силы в бою. Граната снабжена оборонительным чехлом, который применяется при метании гранаты из окопа или укрытия; в остальных случаях оборонительный чехол снимается.

## История
После окончания Гражданской войны, в начале 20-х годов XX века Артиллерийским комитетом РККА были выработаны требования к осколочным гранатам для вооружения РККА. Согласно им осколочные гранаты должны были иметь массу не более 1,5 фунта (0,6 кг) и радиус зоны поражения до 50 шагов (35,5 м). Гранаты должны были иметь дистанционный запал со временем замедления до 4-5 секунд.
Для выбора оптимальной формы гранат были проведены сравнительные испытания. Испытания гранат проводились 21 октября 1921 года на полигоне Высшей Стрелковой школы. Для испытаний были подготовлены макеты гранат F-1, изготовленные из дерева и приведенные к весу в 1 и 1,5 фунта, а также металлические макеты гранат образца 1914 года того же веса. Сравнительные испытания гранат разной формы показали, что дальность метания «яйцеобразных» гранат выше на несколько метров по сравнению с гранатами «бутылкообразными», однако повышение дальности достигалось за счет прокатывания гранат после удара о землю. С другой стороны те же испытания показали, что при метании гранат с рукояткой кучность попадания вдвое выше, чем у «яйцеобразных» гранат. В результате было решено, что ни тот, ни другой тип гранат особых преимуществ не имеют, и следует разрабатывать гранаты и той и другой формы.
25 июня 1925 г. Артиллерийский комитет постановил:
- Артиллерийскому Управлению РККА произвести всестороннее испытание существующих образцов ручных гранат, ныне состоящих на вооружении.
- Необходимо внести усовершенствования в гранату образца 1914 года с целью увеличения её убойности.
- Сконструировать гранату осколочного действия типа Миллс, но более совершенную.
- В ручных гранатах F-1 швейцарские запалы заменить запалами Ковешникова.

В сентябре 1925 года проводились сравнительные испытания гранат основного типа, имеющихся на складах. Основным проверяемым критерием было осколочное поражение гранат. К испытаниям привлекли гранаты образца 1914 года, снаряженные шнейдеритом, аммоналом, мелинитом, гранаты системы Миллса и гранаты F-1.
Выводы, сделанные комиссией после испытаний звучали следующим образом:
«…таким образом, положение вопроса о типах ручных гранат для снабжения РК КА в настоящее время представляется следующим: ручная граната образца 1914 года снаряженная мелинитом, значительно превосходит своим действием все другие виды гранат и по характеру своего действия является типичным образцом наступательной гранаты; требуется лишь уменьшить число отдельных далеко (свыше 20 шагов) летящих осколков настолько, насколько это позволит состояние техники этого дела. Это усовершенствование предусматривается прилагаемыми „Требованиями о новых образцов ручных гранат“. Гранаты Миллса и F-1 при условии снабжения их более совершенными запалами признаются удовлетворительными как оборонительные гранаты, при этом гранаты Миллса несколько сильнее по действию нежели F-1. В виду ограниченных запасов этих двух видов гранат надлежит разработать новый тип оборонительной гранаты, удовлетворяющей новым требованиям. ..».
В виде временной меры, в качестве фугасной гранаты было решено принять гранату образца 1914 года. Она была проста в изготовлении, промышленное её производство было налажено, войска хорошо были с ней знакомы. В то же время был объявлен конкурс на разработку гранаты для замены гранаты Рдултовского.
Сравнительные испытания гранат, предложенных на этот конкурс, проводились в 1929 году. Сравнивались следующие образцы:
- универсальная граната системы Дьяконова
- универсальная граната системы Ковешникова с пружинным предохранителем
- граната обр. 1914 года, модернизированная Ковешниковым
- состоящая на вооружении граната образца 1914 года с осколочным чехлом системы Протопопова, изготовленным на заводе «Прогресс».

Выяснилось, что все гранаты удобны для метания, надевание и снятие чехла на гранаты не представляет затруднений. Труднее всего надевался чехол на штатную гранату образца 1914 года, так как чехлы системы Протопопова надевались на корпус со стороны рукоятки. Отмечено было, что при надетом чехле взводить гранату становится труднее.
По окончании этих испытаний комиссия признала, что ни один из предложенных образцов не выделяется какими либо достоинствами. Не было обнаружено заметных преимуществ новых гранат Дьяконова и Ковешникова по сравнению со штатной гранатой образца 1914 года.
На основании этих испытаний Артиллерийским комитетом было принято решение о доработке гранат системы Ковешникова и системы Дьяконова с целью их максимального удешевления. Комиссия нашла, что обе представленные гранаты удовлетворяют предъявленным требованиям и не имеют особых преимуществ друг перед другом. Этим же постановлением Артком решил, что в качестве временной меры, пока не принята на вооружение новая граната, для гранаты образца 1914 года следует принять на вооружение осколочный чехол, толщиной 2 мм. Образец чехла для этой гранаты поручалось разработать заводу «Прогресс».
Вскоре были развернуты работы по созданию оборонительного чехла для гранаты образца 1914 г., но выяснилось что гранаты, изготовленные разными предприятиями, имели различные габаритные характеристики, особенно отличался наружный диаметр корпуса. Это затрудняло использование на гранатах оборонительного чехла. Было предложено стандартизировать размеры гранаты, выпускать их только в пределах установленных допусков. Верхняя крышка гранаты при этом должна была быть впаяна внутрь. Все изменения были внесены консультантом завода «Прогресс» М. Г. Дьяконовым.
Гранаты, приведенные к одному стандарту, были изготовлены на ленинградском заводе «Промет».
Дополнительные испытания 45 гранат образца 1914 г. с чехлом были проведены на опытном Научно-испытательном оружейном полигоне (НИОП), вес без чехла составлял 674—697 г, с чехлом — 888—905 г.
30 января 1929 года было зарегистрировано авторское свидетельство на улучшенный вариант спускового механизма к гранате.
В 1930 году модернизация гранаты образца 1914 года завершилась, и она была принята на вооружение Красной армии под обозначением «ручная граната образца 1914/30 года», в некоторых документах того времени её именовали как «ручная граната обр. 1914 г. с изменениями 1930 г. — модернизированная».
11 октября 1932 года было зарегистрировано авторское свидетельство на учебную гранату многократного использования (в корпусе которой находился холостой ружейный патрон с зарядом чёрного пороха, при срабатывании безопасно имитировавший взрыв боевой гранаты с образованием облака чёрного дыма).
После 1934 года с принятием на вооружение гранаты РГД-33 производство гранаты обр.1914/30 было свёрнуто, однако к этому времени были уже созданы значительные запасы. В результате этого граната применялась в Красной Армии вплоть до середины 1943 года, пока не были исчерпаны складские запасы.

## Конструкция
Граната состоит из корпуса с рукояткой, разрывного заряда, воспламеняющего механизма (запала) и оборонительного чехла.
Конструкция и устройство гранаты полностью идентично устройству гранаты обр. 1914 г. (РГ-14), единственное отличие состоит в наличии оборонительного чехла, отсутствующего у предыдущего образца (без оборонительного чехла граната дает до 2800 осколков, сохраняющих убойное действие в радиусе около 5 метров; с оборонительным чехлом дает около 3000 осколков).
Корпус гранаты выполнялся из белой жести, верхняя крышка — латунная. Для разрывного заряда используется тротил или аммонал.

## Оценка проекта
Граната образца 1914/30 г. представляла собой вполне удачный образец времен Первой Мировой войны. Мощный заряд ВВ обеспечивал гранате хорошее фугасное и осколочное действие. Однако граната была перетяжелена и дальность броска не могла быть достаточно большой, в том числе и из-за слишком короткой ручки. Кроме того, подготовка гранаты к броску требовала выполнения слишком много действий. В условиях военного времени, когда значительная часть бойцов не имела достаточной обученности и натренированности, нередки были случаи, когда гранату бросали, не выполнив всех подготовительных операций. Естественно, что граната не взрывалась.
В Красной Армии граната использовалась как временный переходной образец вооружения, использовавшийся до принятия на вооружение более совершенного образца — РГД-33.
Однако граната обр. 1914/30 г. оставила свой след в истории на многие годы. Она определила внешний вид и массу метательной гранаты, используемой для упражнений «метание гранаты» комплекса ГТО.

## Варианты и модификации
- учебная граната обр. 1914-30 - применялась для обучения военнослужащих метанию гранат, по массе и габаритам соответствовала боевой гранате. Разработчиками учебной гранаты являлись интендант 3-го ранга т. Радыгин и курсант т. Проскурин[8]

## Страны-эксплуатанты
- СССР
- Финляндия - трофейные гранаты использовались финскими войсками под наименованием m14-30[9]
- Нацистская Германия - трофейные гранаты использовались под наименованием Handgranate 336 (r)